# Fazenda Nova
Fazenda Nova is een gemeente in de Braziliaanse deelstaat Goiás. De gemeente telt 6.399 inwoners (schatting 2009).